# Русаново (Курчатовский район)
Руса́ново — деревня в Курчатовском районе Курской области. Входит в Костельцевский сельсовет.

## География
Деревня находится на ручье Чёрный Колодезь, притоке реки Прутище, в 41 км к северо-западу от Курска, в 23,5 км севернее районного центра — города Курчатов, в 7,5 км от центра сельсовета — села Костельцево.
Климат
В деревнe Русаново умеренный (влажный) континентальный климат без сухого сезона с тёплым летом (Dfb в классификации Кёппена).
| Показатель                                                                   | Янв. | Фев. | Март | Апр. | Май  | Июнь | Июль | Авг. | Сен. | Окт. | Нояб. | Дек. | Год  |
| ---------------------------------------------------------------------------- | ---- | ---- | ---- | ---- | ---- | ---- | ---- | ---- | ---- | ---- | ----- | ---- | ---- |
| Средний суточный максимум, °C                                                | −4,2 | −3,3 | 2,5  | 12,7 | 19   | 22,3 | 24,9 | 24,2 | 17,8 | 10,3 | 3,2   | −1,3 | 10,7 |
| Средняя температура, °C                                                      | −6,2 | −5,7 | −1   | 8    | 14,4 | 18   | 20,6 | 19,6 | 13,7 | 7,1  | 1     | −3,2 | 7,2  |
| Средний суточный минимум, °C                                                 | −8,6 | −8,6 | −4,9 | 2,6  | 9    | 12,8 | 15,7 | 14,7 | 9,6  | 3,8  | −1,2  | −5,3 | 3,3  |
| Норма осадков, мм                                                            | 52   | 45   | 48   | 51   | 63   | 72   | 75   | 56   | 59   | 59   | 48    | 49   | 677  |
| Источник: Погода по месяцам c ru.climate-data.org(дата обращения: Июнь 2021) |      |      |      |      |      |      |      |      |      |      |       |      |      |

## История
Деревня Русаново была образована 1920-е годы из восточной части деревни Чёрный Колодезь. Получила название по фамилии местных жителей Русановых, которые жили здесь, как минимум, с начала XVIII века. До середины XIX века местные Русановы были однодворцами, затем переведены в сословие государственных крестьян.
В 1928—1963 годах Русаново входило в состав Иванинского района.
В 1937 году в деревне было 29 дворов.
В 1950-е годы жители деревни работали в колхозе имени Сталина (центр в д. Николаевка).
В 1963—1977 годах в составе Льговского района.
С 1977 года в составе Курчатовского района.
До 2010 года Русаново входило в состав Николаевского сельсовета Курчатовского района, с 2010 года в составе Костельцевского сельсовета.

## Население
| 1979 | 2002 | 2010 |
| ---- | ---- | ---- |
| 110  | ↘36  | ↘26  |

## Инфраструктура
Личное подсобное хозяйство. В деревне 20 домов.

## Транспорт
Русаново находится в 25 км от федеральной автодороги М2 «Крым», в 23 км от автодороги регионального значения 38К-017 (Курск — Льгов — Рыльск — граница с Украиной), в 0,2 км от автодороги межмуниципального значения 38Н-362 (38К-017 — Николаевка — Ширково), в 23,5 км от ближайшего ж/д остановочного пункта Курчатов (линия Льгов I — Курск).